# 大鳥真子
大鳥 真子（おおとり まこ、9月3日 - ）は日本の漫画家。千葉県出身。血液型はA型。
第57回りぼん新人漫画賞で準入選を受賞した「Wish」でデビュー。
同期に桜アミューがいる。

## 作品
- Wish（デビュー作・2006年りぼんオリジナル2月号掲載）
- ティンクル♡ハート（2006年りぼん夏休み超びっくり大増刊号掲載）
- お宝なぁに？（2007年りぼん超びっくりお正月大増刊号掲載）
- 水の島のマリー（2007年夏休み大増刊号りぼんスペシャル掲載）
- 小悪魔ベイビー（2008年春の大増刊号 りぼんスペシャル掲載）
- ハルのアラシ!（2009年春の大増刊号　りぼんスペシャル掲載）